# Dasychira callipluta
Dasychira callipluta är en fjärilsart som beskrevs av Collenette 1933. Dasychira callipluta ingår i släktet Dasychira och familjen tofsspinnare. Inga underarter finns listade i Catalogue of Life.